# 截形倒刺鲀
截形倒刺鲀（学名：Tydemania japonica）为輻鰭魚綱鲀形目拟三刺鲀科倒刺鲀属的鱼类。分布于日本四国岛以及中国南海等海域。该物种的模式产地在高知冲。